# Anna Łopaciuch
Anna Łopaciuch, po mężu Wasim (ur. 16 stycznia 1977) – polska lekkoatletka, specjalizująca się w biegach średniodystansowych, medalistka mistrzostw Polski, reprezentantka Polski.

## Kariera sportowa
Była zawodniczką ZKS Stal Stalowa Wola, KKS Victoria Stal Stalowa Wola i AZS-AWF Katowice.
Na mistrzostwach Polski seniorek na otwartym stadionie zdobyła jeden medal - brązowy w biegu na 800 metrów w 1998. 
Reprezentowała Polskę na mistrzostwach Europy juniorów w 1995 (odpadła w eliminacjach biegu na 1500 metrów, z wynikiem 4:46,15), mistrzostwach świata juniorów w 1996 (odpadła w eliminacjach biegu na 1500 metrów, z wynikiem 4:27,27) oraz młodzieżowych mistrzostwach Europy w 1997, gdzie w biegu na 1500 metrów zajęła 11. miejsce, z wynikiem 4:19,85.
Na stałe zamieszkała w USA.
Rekordy życiowe:
- 800 m – 2:04,07 (27.06.1998)
- 1000 m – 2:48,43 (27.07.1996)
- 1500 m – 4:16,49 (19.04.1998)